# Xiong Jing Nan
Xiong Jing Nan (región de Shandong, 12 de enero de 1988) es una artista marcial mixta china. Es la primera y actual defensora del Campeonato de Peso Paja femenino de ONE Championship, siendo además la primera luchadora china en ser campeona mundial en MMA.

## Primeros años
Xiong nació en el condado de Weishan de la ciudad-prefectura de Jining, en la provincia de Shandong. En un principio, Xiong fue ojeada y seleccionada para el programa de halterofilia de una escuela deportiva. Comenzó su andadura en las artes marciales a los 18 años como miembro del equipo femenino de boxeo de Shandong y representó a China internacionalmente.
Desde muy pequeña se inspiró en las películas chinas de artes marciales y siempre ha vivido de acuerdo con los valores heroicos que veía en la pantalla. Además de defender a los débiles y a los acosados siempre que podía, Xiong hizo muchos sacrificios para ser la mejor en su campo, se mudó de casa y renunció a muchas actividades típicas de la adolescencia para centrarse en el entrenamiento para la competición.
Después de añadir el BJJ a su arsenal, ganó un campeonato abierto de BJJ en China. A continuación, se propuso competir en artes marciales mixtas y se dedicó por completo a ello, entrenando varias veces al día.

## Carrera de artes marciales mixtas

### Carrera temprana
Xiong hizo su debut profesional en MMA en 2014, luchando exclusivamente en Kunlun Fight y acumuló un récord de 10-1 antes de firmar con ONE Championship.

### ONE Championship
Xiong hizo su debut promocional el 9 de diciembre de 2017 en ONE Championship: Warriors of the World venciendo a April Osenio.

### Campeona del mundo del peso paja femenino de ONE
Xiong se enfrentó entonces a Tiffany Teo por el título inaugural del peso paja el 20 de enero de 2018, en ONE Championship: Kings of Courage. Detuvo a la singapurense en el cuarto asalto para ganar el cinturón del Campeonato Mundial Femenino de Peso Paja de ONE. Con la victoria, se convirtió en la primera campeona mundial china en la historia de las artes marciales mixtas.
Estaba previsto que Xiong defendiera el título por primera vez contra Laura Balin en ONE Championship: Battle for the Heavens el 26 de mayo de 2018. Sin embargo, todo el evento fue cancelado y Xiong pasó a defender con éxito su título en ONE Championship: Pinnacle of Power el 23 de junio de 2018.
Posteriormente, Xiong defendió con éxito el título contra Samara Santos Cunha en ONE Championship: Beyond the Horizon el 8 de septiembre de 2018.
Xiong tenía programado defender su título contra la actual campeona de peso átomo de ONE Championship, Angela Lee, en ONE Championship: Heart of the Lion el 9 de noviembre de 2018. Sin embargo, el 5 de noviembre de 2018, Lee reveló que se vio obligada a abandonar la tarjeta debido a una lesión en la espalda. El combate finalmente tuvo lugar en ONE Championship: A New Era, donde Xiong se convirtió en la primera luchadora en vencer a Lee.

### Lucha por el título del peso átomo
Xiong y Lee volvieron a luchar en una revancha esta vez por el Campeonato de Peso Atómico de Lee en ONE Championship: Century Part 1 el 13 de octubre de 2019. Xiong perdió por sumisión.

### Regreso al peso paja
Regresó al peso paja para defender su Campeonato Femenino de Peso Paja de ONE en ONE Championship: Inside the Matrix en una revancha de la pelea por el campeonato que le valió el título por primera vez contra Tiffany Teo. Sobreviviendo a una oleada tardía de Tiffany, Xiong defendió su título, ganando la pelea por decisión unánime.
Xiong estaba programada para defender su Campeonato Femenino de Peso Paja de ONE contra Michelle Nicolini en ONE Championship: Empower el 28 de mayo de 2021. Sin embargo, el evento se pospuso para el 3 de septiembre de 2021, debido a la pandemia de coronavirus. Ganó el combate por decisión unánime, evitando ir al suelo con su oponente y ganando los intercambios de golpes.
Xiong defendió su título contra la nipona Ayaka Miura el 14 de enero de 2022, en ONE: Heavy Hitters, donde se impuso por decisión unánime.
El 30 de septiembre de 2022, Xiong defendió su séptimo título del peso paja contra la campeona de la ONE Women's Atomweight (115 lbs), la estadounidense Angela Lee, en ONE on Prime Video 2. Retuvo su título por decisión unánime.

## Récord en artes marciales mixtas
| Resultado | Récord | Oponente            | Método                             | Evento                                   | Fecha                    | Ronda | Tiempo | Localización |
| --------- | ------ | ------------------- | ---------------------------------- | ---------------------------------------- | ------------------------ | ----- | ------ | ------------ |
| Victoria  | 19–2   | Meng Bo             | Decisión (unánime)                 | One Championship - One Friday Fights 100 | 14 de marzo de 2025      | 3     | 5:00   | Bangkok      |
| Victoria  | 18–2   | Angela Lee          | Decisión (unánime)                 | ONE on Prime Video 2                     | 1 de octubre de 2022     | 5     | 5:00   | Kallang      |
| Victoria  | 17–2   | Ayaka Miura         | Decisión (unánime)                 | ONE: Heavy Hitters                       | 14 de enero de 2022      | 5     | 5:00   | Kallang      |
| Victoria  | 16–2   | Michelle Nicolini   | Decisión (unánime)                 | ONE Championship: Empower                | 3 de septiembre de 2021  | 5     | 5:00   | Kallang      |
| Victoria  | 15–2   | Tiffany Teo         | Decisión (unánime)                 | ONE Championship: Inside the Matrix      | 30 de octubre de 2020    | 5     | 5:00   | Kallang      |
| Derrota   | 14–2   | Angela Lee          | Sumisión (rear-naked choke)        | ONE Championship: Century Part 1         | 13 de octubre de 2019    | 5     | 4:48   | Tokio        |
| Victoria  | 14–1   | Angela Lee          | TKO (golpes al cuerpo y puñetazos) | ONE Championship: A New Era              | 31 de marzo de 2019      | 5     | 1:37   | Tokio        |
| Victoria  | 13–1   | Samara Santos Cunha | KO (puñetazo)                      | ONE Championship: Beyond the Horizon     | 8 de septiembre de 2018  | 3     | 1:22   | Shanghái     |
| Victoria  | 12–1   | Laura Balin         | Decisión (unánime)                 | ONE Championship: Pinnacle of Power      | 21 de junio de 2018      | 5     | 5:00   | Pekín        |
| Victoria  | 11–1   | Tiffany Teo         | TKO (puñetazos)                    | ONE Championship: Kings of Courage       | 20 de enero de 2018      | 4     | 2:17   | Yakarta      |
| Victoria  | 10–1   | April Osenio        | TKO (puñetazos)                    | ONE Championship: Warriors of the World  | 9 de diciembre de 2017   | 1     | 3:44   | Bangkok      |
| Victoria  | 9–1    | Alena Gondášová     | KO (golpe a la cabeza)             | Kunlun Fight MMA 7                       | 15 de diciembre de 2016  | 2     | 4:13   | Pekín        |
| Victoria  | 8–1    | Julia Borisova      | Decisión (unánime)                 | Kunlun Fight 51                          | 10 de septiembre de 2016 | 3     | 5:00   | Fuzhou       |
| Victoria  | 7–1    | Mona Samir          | TKO (puñetazos)                    | Kunlun Fight 48                          | 31 de julio de 2016      | 1     | 4:00   | Jining       |
| Victoria  | 6–1    | Daria Chibisova     | Decisión (unánime)                 | Kunlun Fight 30                          | 4 de septiembre de 2015  | 3     | 5:00   | Dazhou       |
| Derrota   | 5–1    | Colleen Schneider   | Decisión (unánime)                 | Kunlun Fight 26                          | 6 de junio de 2015       | 3     | 5:00   | Chongqing    |
| Victoria  | 5–0    | Victoria Godumchuk  | TKO (puñetazos)                    | Kunlun Fight 23                          | 26 de abril de 2015      | 1     | 1:43   | Changsha     |
| Victoria  | 4–0    | Marina Lvova        | TKO (puñetazos)                    | Kunlun Fight 22                          | 12 de abril de 2015      | 1     | 1:52   | Changde      |
| Victoria  | 3–0    | Liliya Kazak        | Decisión (unánime)                 | Kunlun Fight 19                          | 1 de febrero de 2015     | 3     | 1:22   | Cantón       |
| Victoria  | 2–0    | Liubov Tiupina      | TKO (puñetazos)                    | Kunlun Fight 15                          | 3 de enero de 2015       | 1     | 2:19   | Nankín       |
| Victoria  | 1–0    | Inna Hutsal         | Sumisión (armbar)                  | Kunlun Fight 9                           | 31 de agosto de 2014     | 1     | 0:50   | Shangqiu     |